# 傑克森·蓋勒克西
傑克森·蓋勒克西（英語：Jackson Galaxy，1966年4月28日—），本名：理查德·基施納（英語：Richard Kirschner），是位美國貓隻行為學家，亦是電視節目《管教惡貓》的主持人。

## 早年生活
蓋勒克西本名理查德·基施納，生於紐約曼克頓，並於上西城區長大。他在10歲時開始學習彈奏結他，矢志成為搖滾巨星。畢業於爱荷华大学戲劇系，於20多歲改名為「傑克森·蓋勒克西」。

## 外部連結
- 维基共享资源上的相關多媒體資源：傑克森·蓋勒克西
- 官方网站